# Астерікс завойовує Америку
«Астерікс завойовує Америку» (англ. Asterix Conquers America) — німецький повнометражний анімаційний фільм режисера Герхарда Хана, що є екранізацією серії коміксів про Астерікса і Обелікса, а точніше двадцять другого номера серії — «Велике плавання».

## Персонажі
- Астерікс
- Обелікс
- Юлій Цезар
- Панорамікс
- Життєстатистикс

## Сюжет
У далекі часи, коли люди вважали Землю плоскою як піца, волелюбні галли з маленького села на околиці сучасної Бретані, навіть перебуваючи в оточенні римських легіонів, не сумують, продовжуючи давати зухвалу відсіч загарбникам. Адже секрет непереможності галлів — чарівний напій, який незмінно варить друїд Панорамікс.
Після чергової сутички з нахабними повстанцями, ледве терплячи приниження перед сенаторами, Гай Юлій Цезар наважується на хитрий крок: вислати друїда (якого, за словами центуріона Луція, не можна вбити звичайними способами) «за край світу» і позбавити тим галлів їх переваги.
В цей час в черговий раз у галльському селі виникає бійка через рибу, в ході якої котел друїда з готовим чарівним зіллям виявився перекинутим. Напою, що залишився, замало, а у Панорамікса закінчилися інгредієнти. Відправивши Астерікса та Обелікса за свіжою рибою для зілля, друїд у супроводі песика Ідефікса йде до лісу збирати потрібні трави. Виконуючи наказ Цезаря, невеликий римський загін ловить Панорамикса разом із псом і відпливає до " краю Землі ", але їх пов'язуються головні герої, випадково пропливали поруч. Після тривалої погоні римляни відправляють друїда на катапульті за «край світу», Астерікс та Обелікс пускаються слідом, втративши свій корабель.
У пошуках друга галли пізнають краси небаченого раніше краю, який виявився давньою Північною Америкою. Влаштувавши привал, друзі наступного ранку виявляються розділені: Астерікса оглушують індіанці і приводять бранцем у свій табір, куди приземлився Панорамікс. Обелікс тим часом рятує налякану дівчину з того ж племені індіанців від розлючених бізонів. Всі разом друзі завойовують дружбу серед індіанців, окрім злопамятного та хитрого шамана. Після бенкету чаклун, одурманивши гостей, краде друїда з метою дізнатися у нього секрет чарівного зілля сили, ефект якого Панорамікс продемонстрував у їхньому ранньому змаганні.
Насилу, але Астеріксу все ж таки вдається визволити друїда, а потім, після зцілення Обелікса (на якого дурман подіяв найсильніше), компанія повертається додому. За цей час галльське село не змогло пережити облогу римлян, мешканців як бранців відвезли до найближчого форту для подальшої доставки до Риму. Поки легіонери та Цезар святкують перемогу, Астерікс та Обелікс потай пробираються до табору. За допомогою таємно пронесеного зілля галли знову знаходять невразливість і громять форт. Лише Цезар зумів вислизнути, роздумуючи над тим, як цю подію відобразити зі своїх " Записках ".
За старою доброю традицією в галльському селі влаштовується галасливий бенкет, на якому Обелікс ділиться історіями про пережиті пригоди в Америці, поряд з тим, що показують і ту пісню, яку запам'ятали.